# Āb Chī
Āb Chī (persiska: آبچی, Ābchī, آب چی) är en ort i Iran.   Den ligger i provinsen Lorestan, i den västra delen av landet, 400 km sydväst om huvudstaden Teheran. Āb Chī ligger 1 035 meter över havet och antalet invånare är 108.
Terrängen runt Āb Chī är huvudsakligen kuperad, men den allra närmaste omgivningen är platt. Āb Chī ligger nere i en dal.Runt Āb Chī är det ganska tätbefolkat, med 52 invånare per kvadratkilometer. Närmaste större samhälle är Nāmjū, 6,8 km söder om Āb Chī. Omgivningarna runt Āb Chī är i huvudsak ett öppet busklandskap.